# Верхулитса
Ве́рхулитса, также Ве́рхулица, также Ве́рхулитса (эст. Verhulitsa), на языке сету также Веэрулитса, Вехрулитса, Вехрутса (Veerulitsa, Vehrulitsa, Vehrutsa), ранее на письме также Верхуулитса (Verhuulitsa) — деревня в волости Сетомаа уезда Вырумаа, Эстония. Исторически относится к нулку Тсятски.
До административной реформы местных самоуправлений Эстонии 2017 года входила в состав волости Вярска уезда Пылвамаа.

## География и описание
Расположена недалеко от границы Эстонии и России, на крутом склоне реки Мустоя, впадающей в озеро Ырсава. Расстояние до уездного центра — города Выру — 39 километров, до волостного центра — посёлка Вярска — 3 километра. Высота над уровнем моря — 49 метров. Через деревню проходит дорога Вярска—Улитина.
Климат переходный от морского к континентальному. Официальный язык — эстонский. Почтовый индекс — 64031.

## Население
По данным переписи населения 2021 года, в Верхулитса  насчитывалось 18 жителей, из них 17 — эстонцы. 
По данным переписи населения 2011 года в деревне проживали 18 человек, все — эстонцы (сету в перечне национальностей выделены не были).
Численность населения деревни Верхулитса по данным переписей населения СССР и Департамента статистики Эстонии:
| Год  | 1959 | 1970 | 1979 | 1989 | 2000 | 2011 | 2017 | 2018 | 2019 | 2021 |
| ---- | ---- | ---- | ---- | ---- | ---- | ---- | ---- | ---- | ---- | ---- |
| Чел. | 67   | ↘ 57 | ↗ 65 | ↘ 47 | ↘ 31 | ↘ 18 | ↗ 20 | → 20 | → 20 | ↘ 18 |

## История
В письменных источниках 1563 года упоминается деревня Верхъуленка, Верхулица, на рѣке на Вергулице, 1585–1587 годов — надъ Верхулицкою рѣкою, надъ Верхолскою рѣкою, на Верхулинской губѣ (река и залив), 1652 года — Вергулица, прим. 1790 года — Верхулицы, 1882 года — Верхоулицы, 1903 года — Werchulitsa, Bеrchuliza, 1904 года — Vehrulitsa, Верху́лицы, 1920 года — Verhuulitsa, 1922 года — Verhulitsa, 1923 года — Verhulitse.
На военно-топографических картах Российской империи (1846–1863 годы), в состав которой входила Лифляндская губерния, деревня обозначена как Верхоулица.
В XIX веке деревня входила в  Больше-Кулисскую общину (эст. Suurõ-Kuuliska kogukond) и относилась к приходу Верхоустье.
До подписания 2 февраля 1920 года Тартуского мирного договора деревня входила в состав Слободской волости Псковского уезда Псковской губернии РСФСР.

## Природоохранные объекты

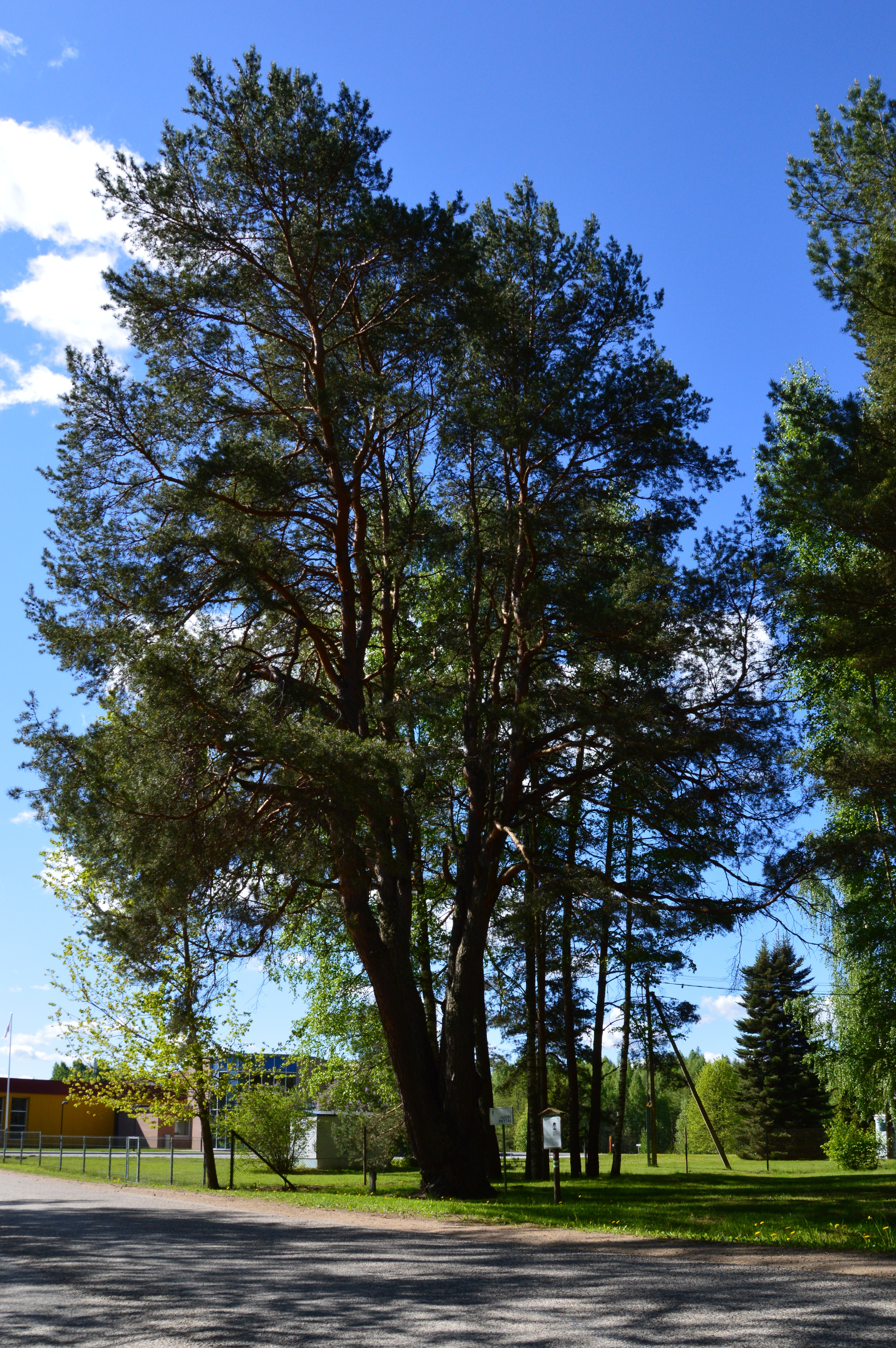
Сосна Верхулитса Лаудси петтяй в 2015 году

- В южной части посёлка Вярска, на дороге, ведущей в деревню Верхулитса, растёт святое дерево — сосна Верхулитса Лаудси петтяй (эст. Verhulitsa Laudsi pettäi, с эст. pettäi — «кряжистое дерево»), являющееся природоохранным объектом[22].
- К югу от деревни находится природный парк Мустоя[23].

## Комментарии
1. ↑  Эстонские топонимы, оканчивающиеся на -а, не склоняются и не имеют женского рода (исключение — Нарва)[12].